# シャルル2世 (ブルボン公)

枢機卿としての紋章

シャルル2世（Charles II, 1434年 - 1488年9月13日）は、ブルボン公およびオーヴェルニュ公シャルル1世の息子でジャン2世の弟。最晩年に短期間公位を継承した。

## 生涯
幼少時から聖職者への道を歩まされ、リヨン大司教および枢機卿となった。
1488年4月に兄ジャン2世が嗣子なくして死去した後、弟ピエール2世の抗議にもかかわらず公位を継承したが、5ヶ月余り後に自身も死去した。聖職にあったシャルル2世にも嗣子はなく、ピエール2世が継承者となった。